# شبح القطار (فلم)
شبح القطار (オトシモノ أوتوشيمونو) هو فيلم رعب ياباني صدر عام 2006. كان أول فيلم ياباني صدر في كوريا قبل اليابان.

## قصة الفيلم
في طريقها إلى المدرسة، شاهدت طالبة الثانوية نانا حادث قطار. ثم بدأت «نانا» وصديقتها «كانا» في مواجهة العديد من الظواهر الغريبة، بما في ذلك بصمات الأصابع الحمراء والروح الأنثوية التي «تعيش» على منصة المحطة. ذات يوم، فُقدت أخت نانا الصغرى، ويبدو أن الاحتمال الوحيد هو أن هذه الأرواح قد استولت عليها.

## طاقم التمثيل
| شخصية        | ممثل ياباني        | صوت انجليزي       |
| ------------ | ------------------ | ----------------- |
| نانا كيمورا  | إريكا سواجيري      | كولين كلينكينبيرد |
| كاناي فوجيتا | تشيناتسو واكاتسوكي | سيرينا فارغيز     |
| شونيتشي كوجا | شون أوغوري         | كالوب مارتينيز    |
| ييكو أونوما  | آيا سوجيموتو       | كريستين أوتين     |
| كاوامورا     | ايتسوجي إيتاوو     | جايسون دوجلاس     |

## إنتاج
تشير القصة إلى حدث وقع في ميزوناشي خلال عام 1971، حيث قُتلت سيدة تدعى ياييكو آوونوما في حادث قطار. استغرق المخرج عامين لإنشاء حبكة الفيلم وتطويرها مع محرره.
في الفيلم، بينما تتصفح نانا كيمورا كتابًا، ظهرت جامعة ميسكاتونيك الخيالية من أسطورة كثولو في إحدى صفحاتها.

## الإصدار
صدر الفيلم لأول مرة في 27 يوليو 2006 في كوريا الجنوبية، ثم في 30 سبتمبر 2006 في اليابان. تم إصدار الفيلم لاحقًا في تايوان في 17 نوفمبر 2006 وهونغ كونغ في 23 نوفمبر 2006. رخصت شركة أي دي في لـ Ghost Train and Synesthesia اعتبارًا من 24 أكتوبر 2006 مقابل 58668 دولارًا. في يوليو 2007، أصدرت شركة أي دي في للأفلام الدبلجة الإنجليزية للفيلم على قرص دي في دي. في عام 2008، تم نقل الفيلم، إلى جانب أكثر من 30 فيلمًا آخر من أي دي في، إلى فنميشن، ثم أعيد إصداره في عام 2009.

## الاقتباسات
تم نشر رواية ورسوم هزلية مقتبسة في نفس العام، مع نشر الأعمال التي أنجزها كادوكاوا شوتين.

## روابط خارجية
- مقالات تستعمل روابط فنية بلا صلة مع ويكي بيانات